# Cadillac V-16
El Cadillac V-16 (también conocido como Cadillac Sixteen) fue el modelo de gama alta de Cadillac desde su lanzamiento en enero de 1930 hasta 1940. Siendo el primer automóvil estadounidense con motor V16, estaba concebido como un modelo extremadamente caro y exclusivo, y cada chasis se carrozaba con acabados personalizados bajo pedido. Solo se construyeron 4.076 unidades en sus 11 años de producción, y la mayoría se fabricó en su año de debut, antes de que la Gran Depresión se afianzara. El inicio de la Segunda Guerra Mundial redujo las ventas, lo que precipitó el fin de su producción.

## Génesis
Cadillac inició en 1926 el desarrollo de un nuevo coche "multicilíndrico", atendiendo al interés de sus clientes por un automóvil propulsado por un motor al mismo tiempo más potente y más suave que cualquier otro disponible en el mercado. Los trabajos progresaron con gran secreto durante los años siguientes, y se construyeron y probaron varios prototipos a medida que se completaba el nuevo motor, mientras que al mismo tiempo el jefe de Cadillac, Larry Fisher, y el estilista de GM, Harley Earl, recorrieron Europa en busca de inspiración en los mejores carroceros del continente. A diferencia de muchos constructores de automóviles de lujo, que vendían chasis desnudos para que los vistieran firmas de carrocerías externas, General Motors había comprado los carroceros Fleetwood Metal Body y Fisher Body para mantener todo el negocio dentro de la empresa. Podían adquirirse chasis desnudos si un comprador insistía al respecto, pero la intención era que pocos tuvieran que hacerlo. Un distribuidor de Cadillac en Inglaterra, a saber, Lendrum & Hartman, encargó al menos dos de estos chasis con el volante a la derecha e hizo que Vanden Plas de Bélgica construyera primero una elegante limusina landaulet (motor n° 702297), y luego un sedán deportivo con unos guardabarros inusuales y placas de escalón retráctiles en lugar de estribos (motor n° 702298, que se mostró con éxito en varios eventos de Concours d'Elegance en Europa antes de ser comprado por el joven Nawab de Bahawalpur); ambos coches se han conservado. Un tercer chasis con el volante a la derecha fue encargado por el maharajá indio de Orccha (Bhopal), y sería enviado en julio de 1931 a Farina en Italia para recibir una carrocería en forma de cola de barco (motor entre los números 703136 y 703152).
No fue hasta después del Crac del 29 y del inicio de la Gran Depresión, cuando Cadillac anunció al mundo la disponibilidad de su modelo más costoso hasta la fecha, el V-16 Serie 452. El nuevo vehículo se exhibió por primera vez en la feria del automóvil de Nueva York el 4 de enero de 1930. A pesar del mal momento y del alto precio minorista, y aunque las ventas luego caerían considerablemente, el lanzamiento "superó las aspiraciones más optimistas de Cadillac".

## De 1930 a 1937
El nuevo Cadillac se distinguió por su motor V-16 pionero, un propulsor de la Serie 452 OHV en ángulo estrecho de 45° con una cilindrada de 452 plg³ (7,4 L).
Tras su presentación, el automóvil suscitó críticas entusiastas entre la prensa y una gran atención del público. La producción del mes de enero promedió un par de unidades por día, que aumentarían hasta las veintidós. En abril, se habían construido 1.000 unidades y en junio se alcanzaron las 2.000. El coche se podía encargar con una amplia variedad de carrocerías: el catálogo de Fleetwood de 1930 para el V-16 incluía 10 estilos de carrocería básicos, y también estaba disponible un muestrario que contenía unas 30 opciones adicionales de otros diseñadores. El Cadillac-La Salle Club, Inc. estima en 70 la cantidad de trabajos/estilos diferentes construidos por Fisher y Fleetwood sobre el chasis del Sixteen.
A partir de junio de 1930, cinco nuevos V-16 participaron en una gira promocional por las principales ciudades europeas, que incluyó a París, Amberes, Bruselas, Ámsterdam, Utrecht, Copenhague, Estocolmo, Berlín, Colonia, Dresde, Frankfurt, Hamburgo, Múnich, Núremberg, Viena (donde obtuvieron premios), Berna, Ginebra, Lausana, Zúrich, Madrid, San Sebastián, La Baule y Angers. En el viaje de regreso desde España, la caravana del V16 se detuvo también en la ciudad de Cadillac, en el suroeste de Francia, aunque esa ciudad no tiene ninguna relación con la marca, aparte de su nombre.
Después del pico de pedidos del V-16 a mediados de 1930, la producción cayó vertiginosamente. Durante octubre de 1930, solo se fabricaron 54 automóviles. Las cifras más bajas para los coches 452/452A de 1930-31 fueron agosto de 1931 (siete unidades) y noviembre de 1931 (seis unidades). La producción mínima continuó durante el resto de la década con tan solo 50 unidades construidas tanto en 1935 como en 1937. 1940 fue solo marginalmente mejor, con un total de 51 unidades. Como era de esperar, Cadillac estimó más tarde que perdieron dinero en cada uno de los V-16 que se vendieron.
La producción del V-16 original continuó bajo varios nombres de modelo hasta 1937. La carrocería fue rediseñada en 1933 como modelo 452C. Las innovaciones incluyeron el sistema Fisher de ventilación sin tiro controlada individualmente (I.C.V. o ventanas de ventilación).
Para 1934, la carrocería fue rediseñada nuevamente, siendo denominada 452D, y como 452E en 1935. El V-16 incorporó entonces un techo de acero, el Fisher Turret Top, aunque los coches todavía eran construidos por Fleetwood. Este mismo diseño básico permanecería prácticamente sin cambios hasta 1937. Con una distancia entre ejes de 154 pulgadas (3912 mm) y un peso en vacío de hasta 6600 libras (2993,7 kg), estos son quizás los coches de producción estándar más grandes jamás fabricados en los Estados Unidos. La producción combinada para los años 1934 y 1935 fue de 150. Se le cambió la denominación a Serie 90 en 1936, cuando Cadillac reorganizó los nombres de sus modelos.
Ese año se vendieron cincuenta y dos unidades, y casi la mitad se encargaron como limusinas. Se agregaron frenos hidráulicos en 1937, el último año de producción durante el que se fabricaron cincuenta vehículos.

### Producción/Ventas
Las cifras anuales de producción registradas fueron las siguientes:
- 1930: 2.500
- 1931: 750
- 1932: 300
- 1935 a 1937: 49 cada año

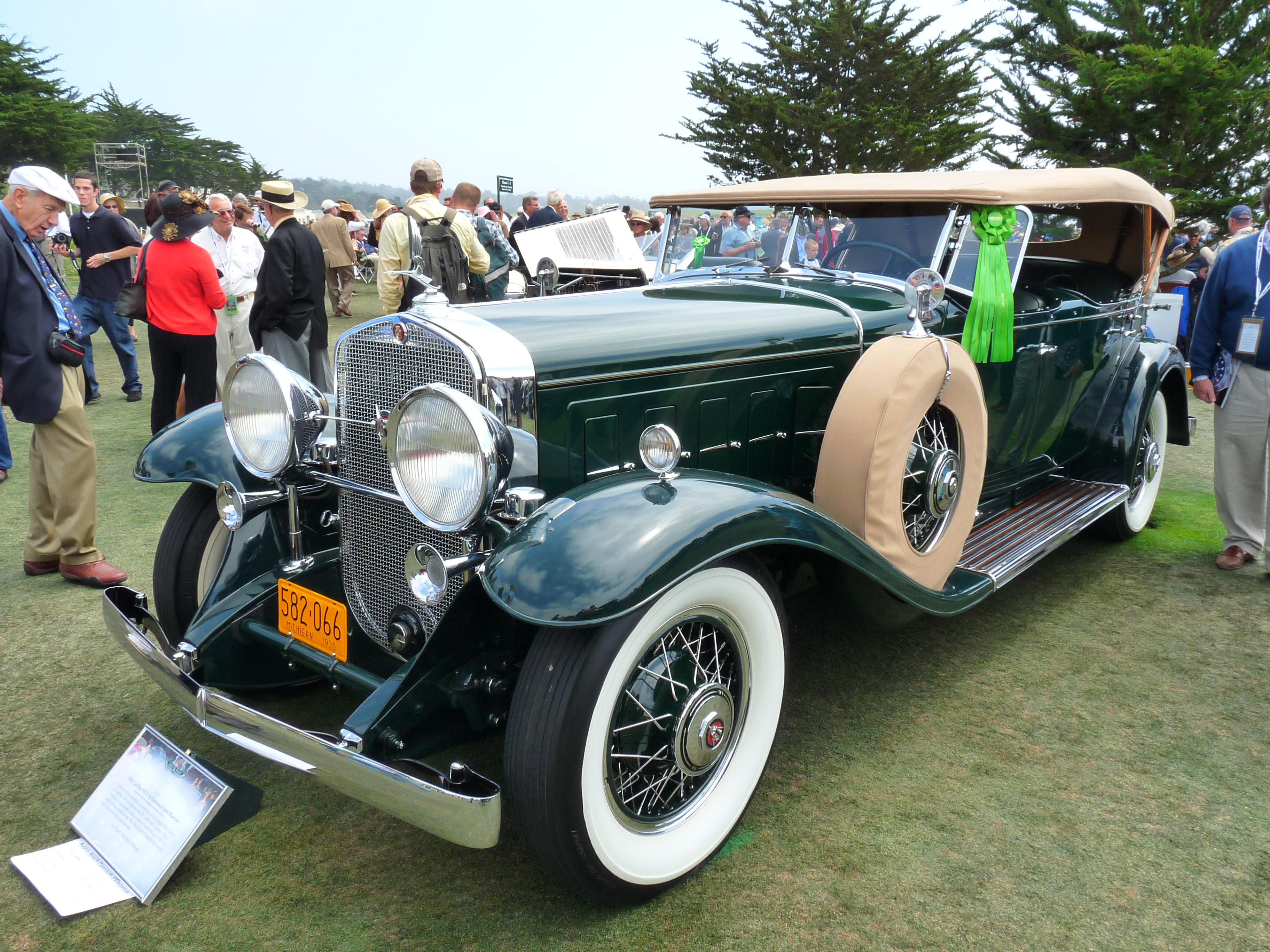
Cadillac Series 452 Sport Phaeton (1930)
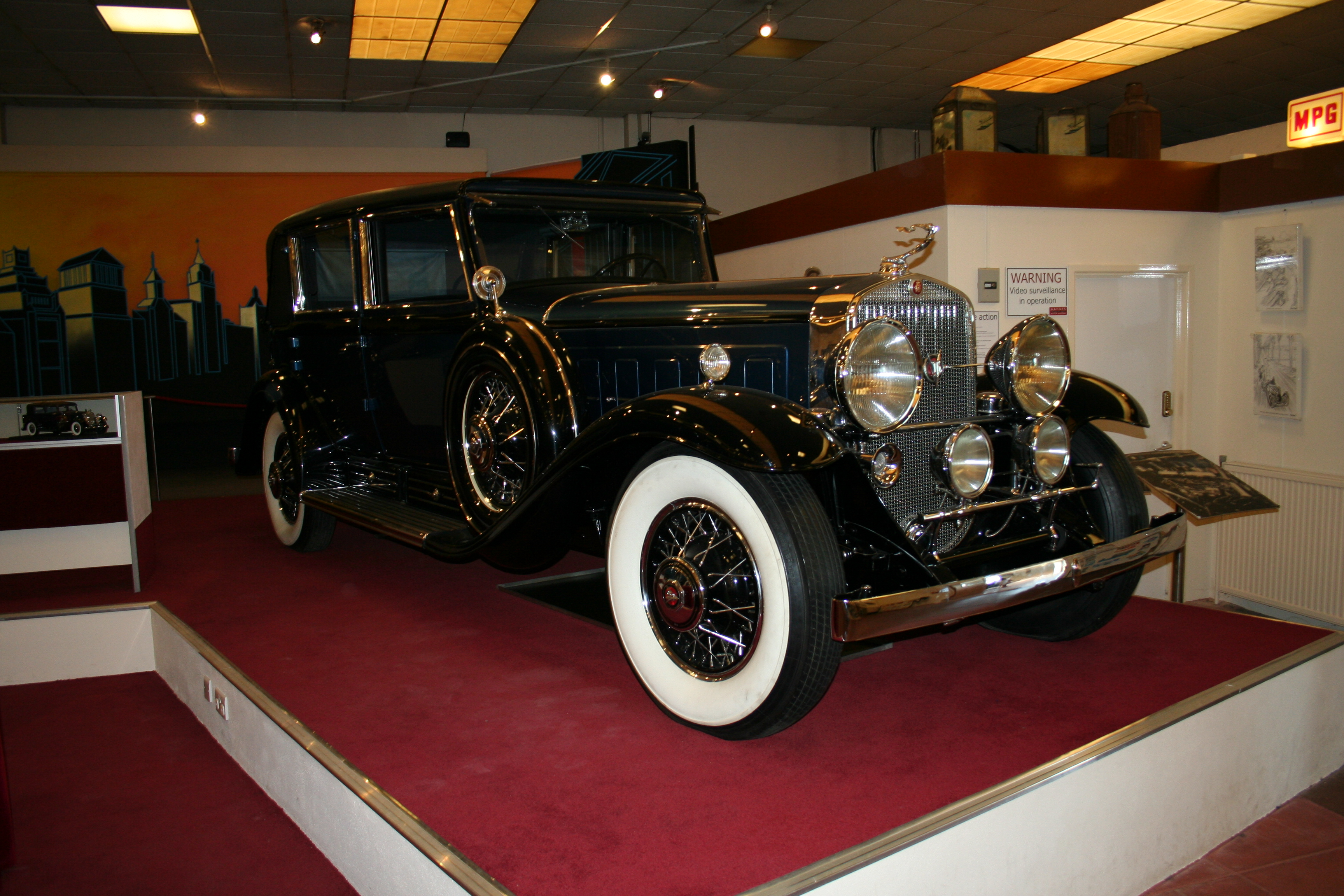
Cadillac Series 452 Madame X (1930)
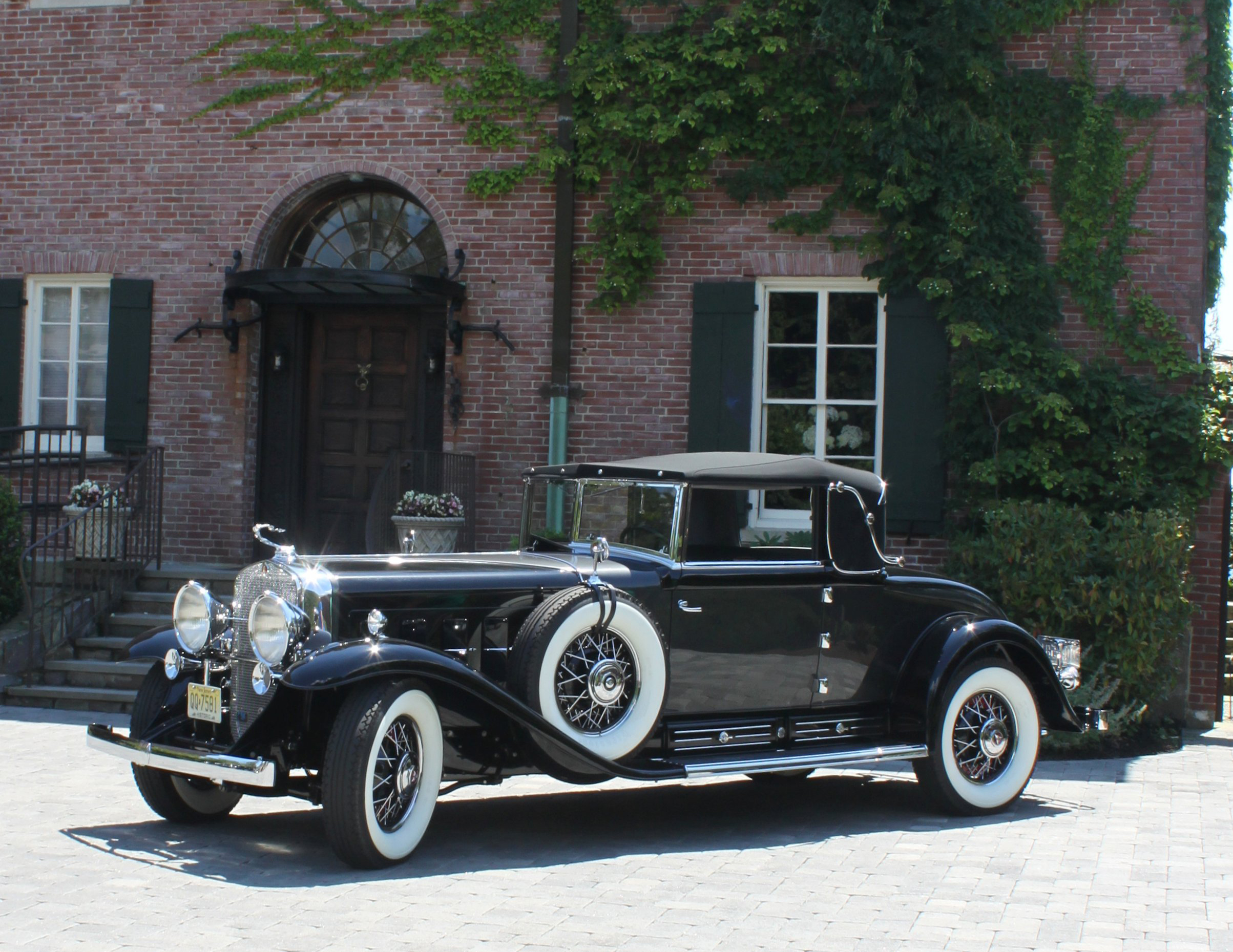
Cadillac Series 452A 2-puertas convertible (1931)
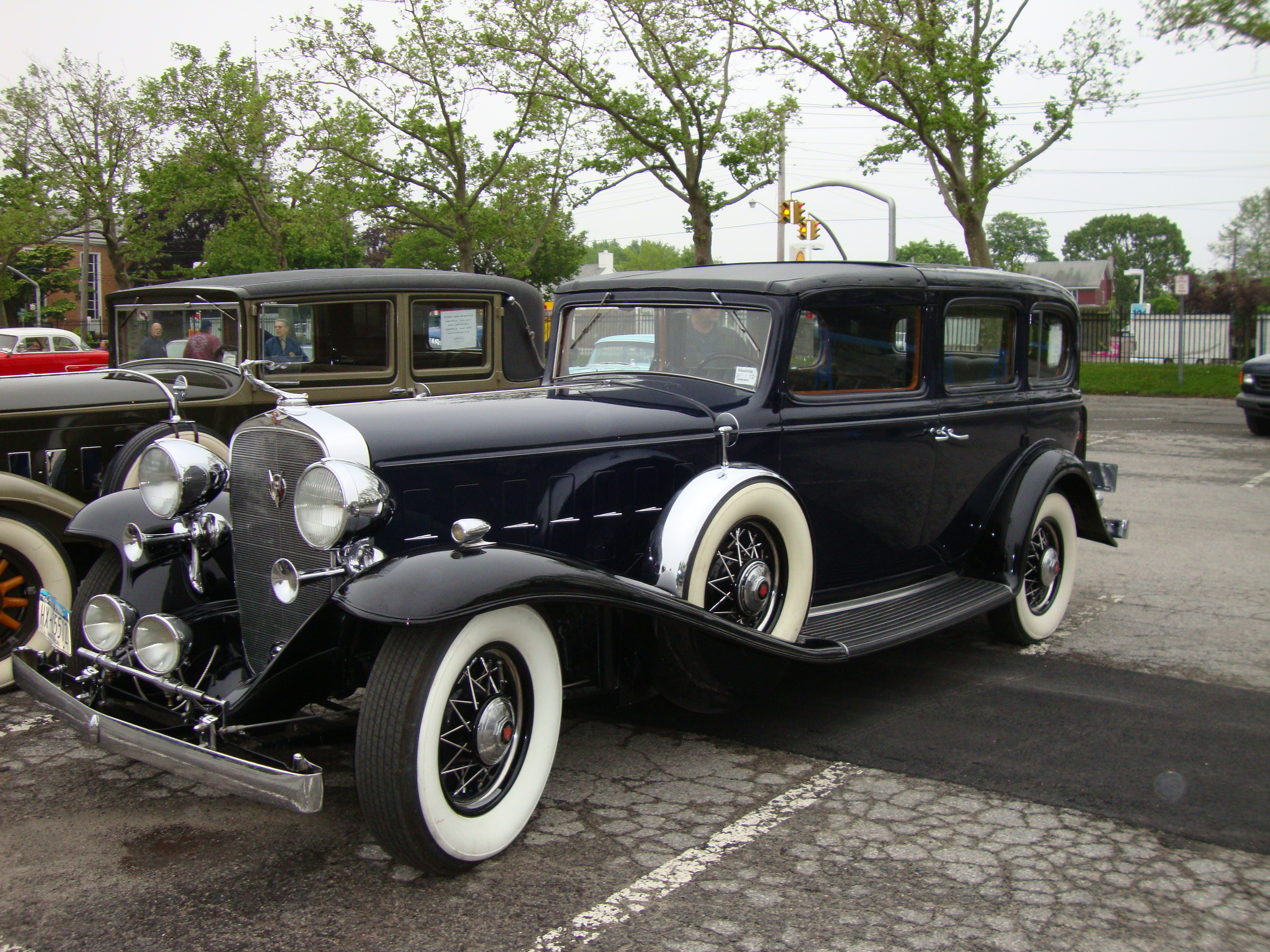
Cadillac Series 452B (1932)
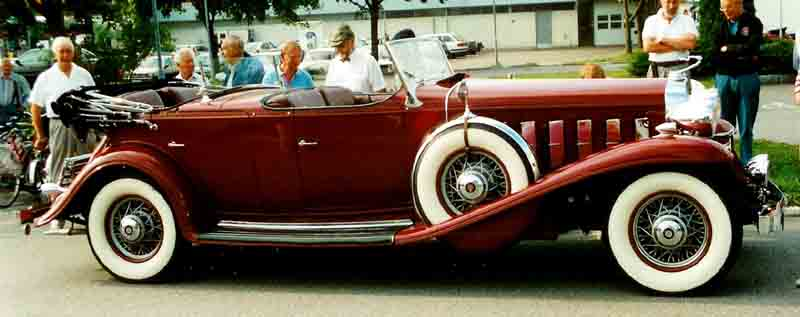
Cadillac Series 452B Dual Cowl Phaeton (1932)
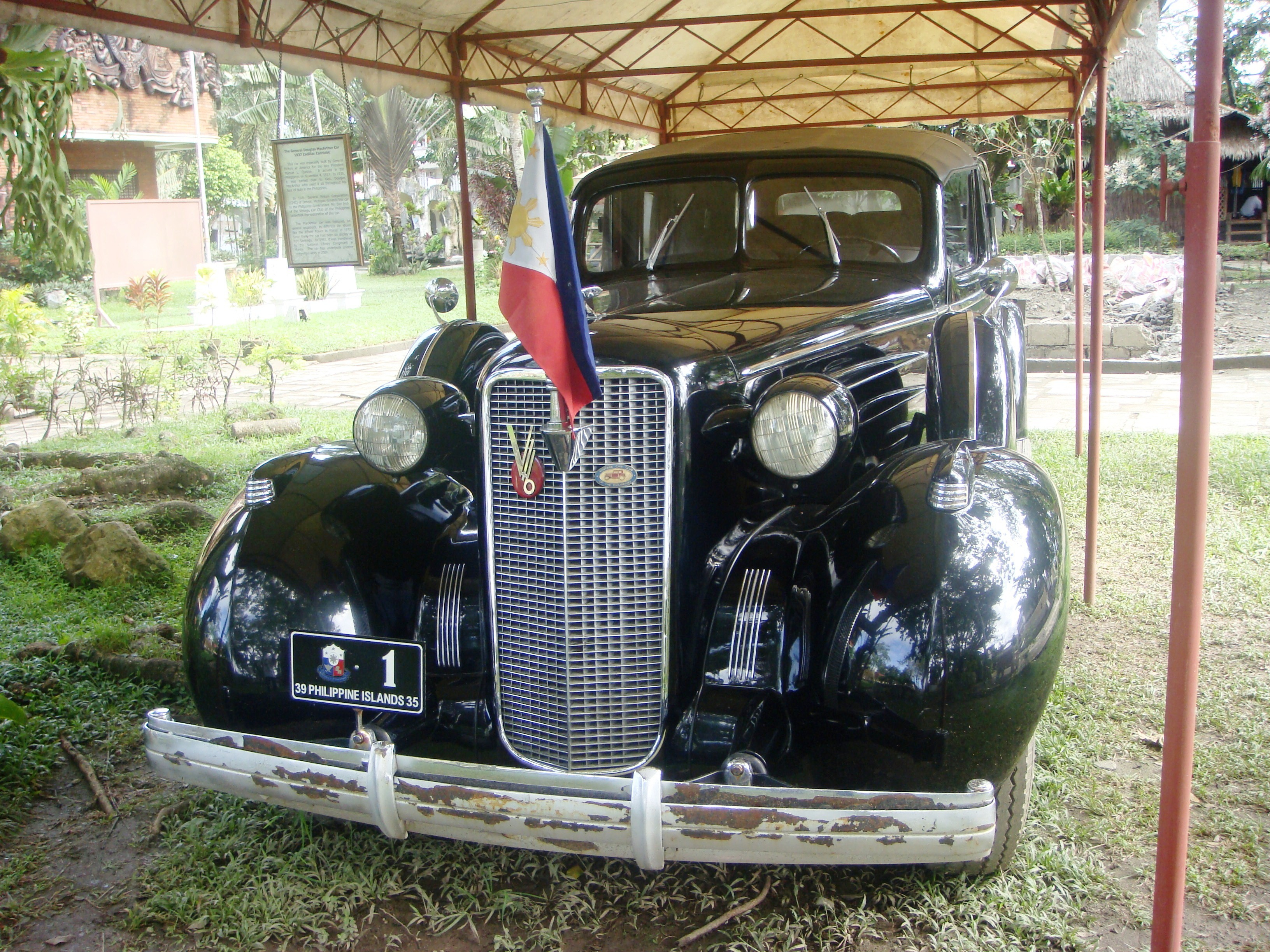
Cadillac Series 90 del General Douglas MacArthur (1937)
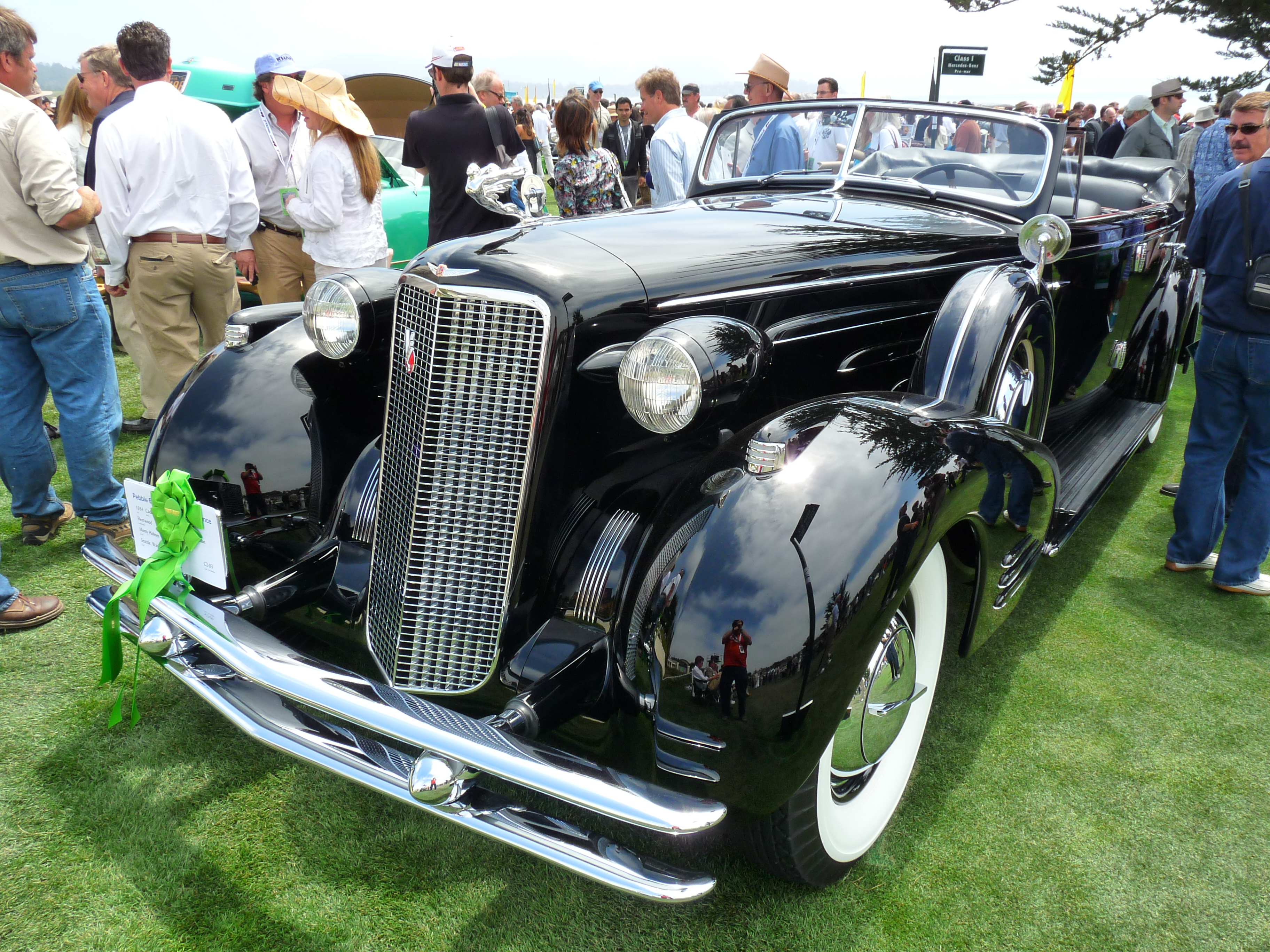
Cadillac Series 452D 4-puertas convertible (1934)
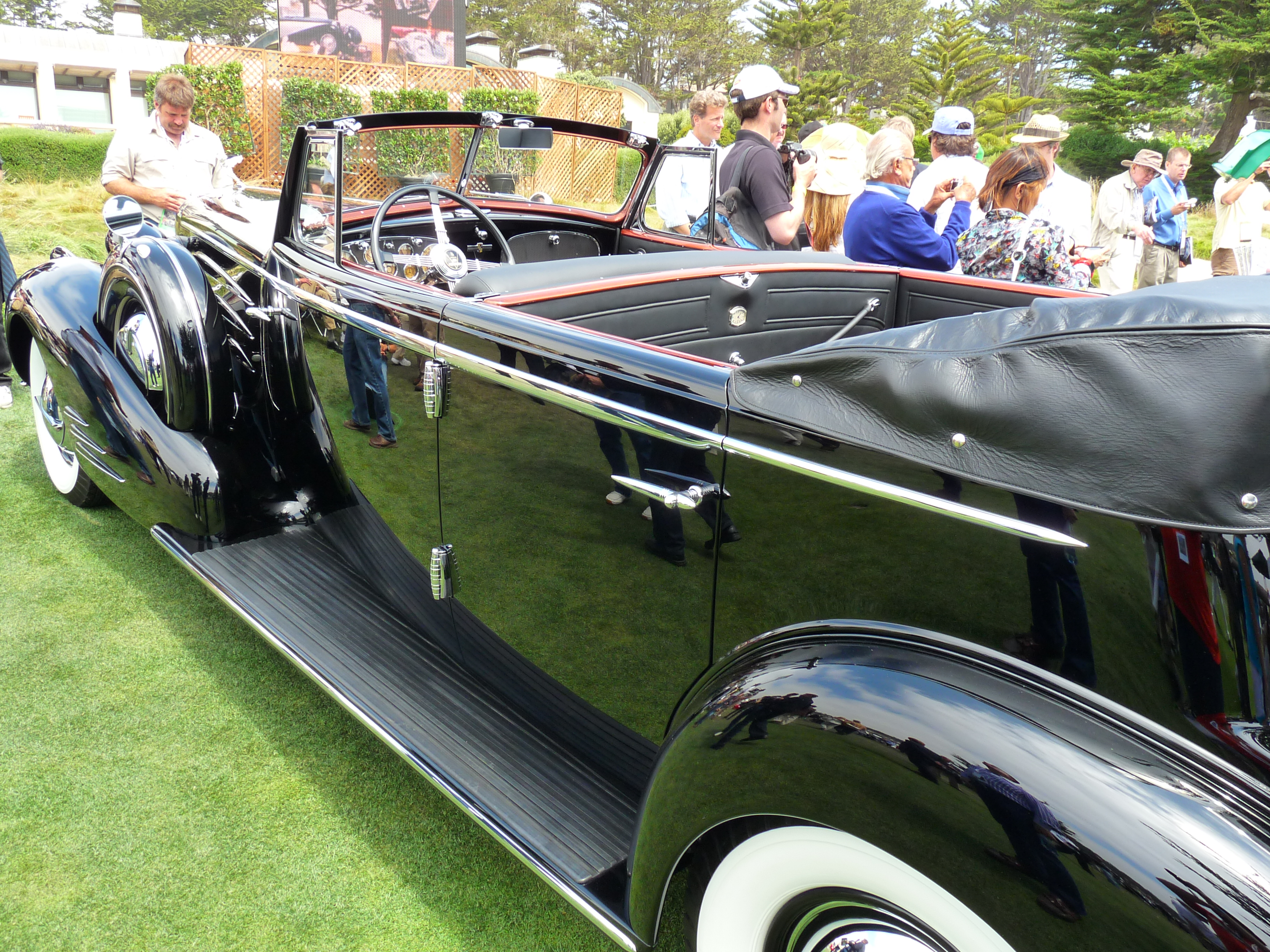
Cadillac Series 452D 4-puertas convertible desde atrás (1934)
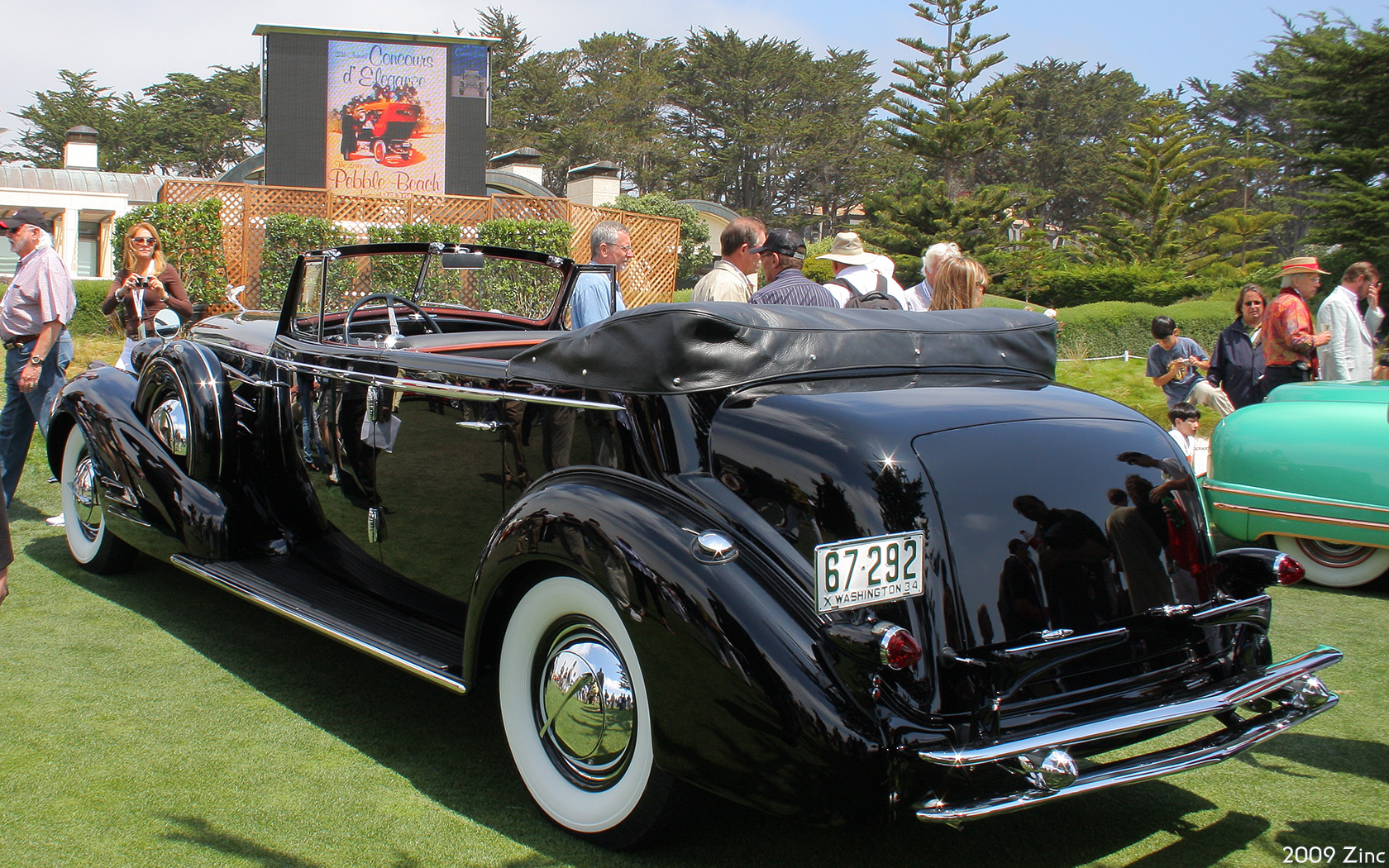
Fleetwood Convertible Sedán (1934)
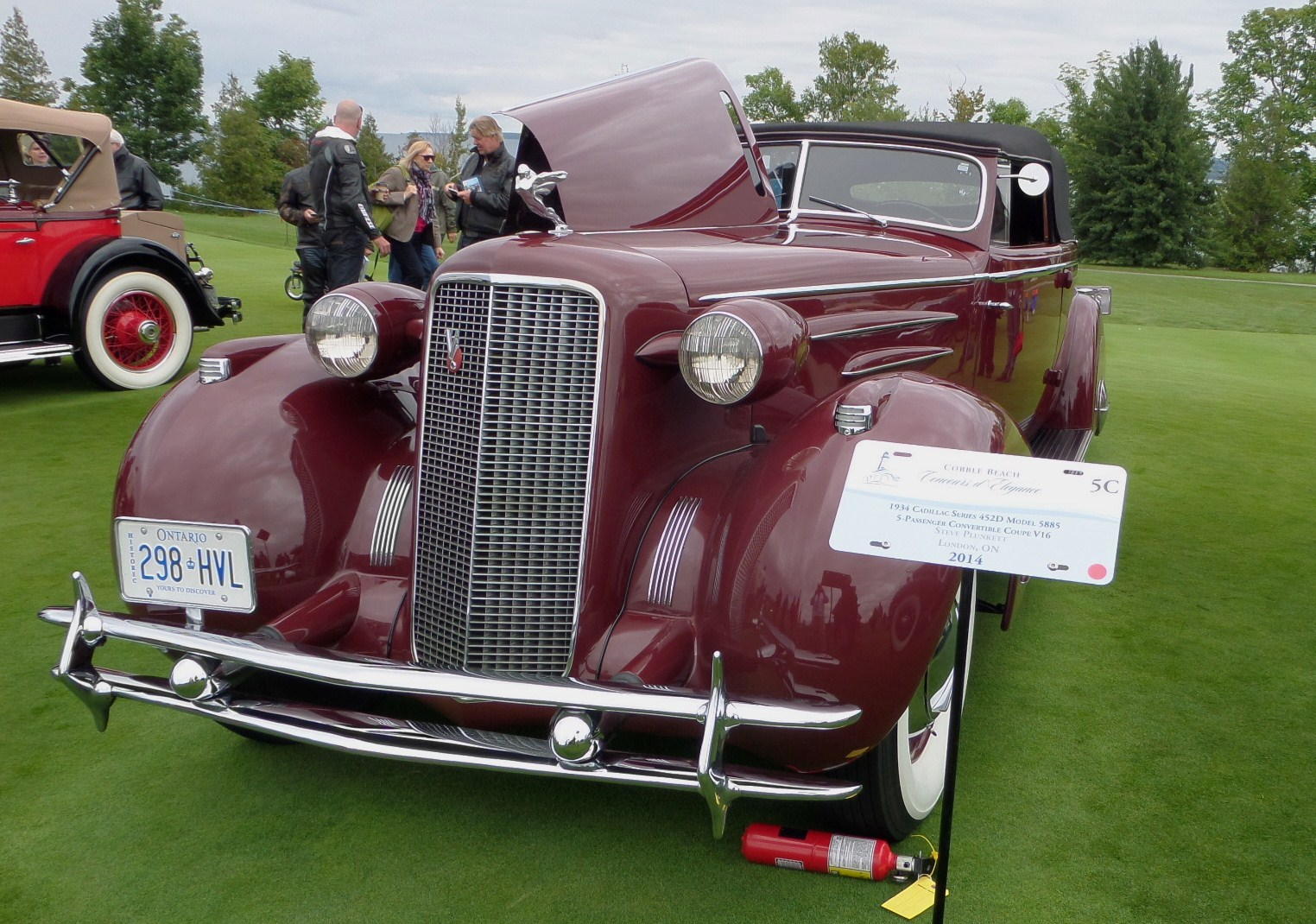
Cadillac series 90 2-puertas convertible (1937)

## De 1938 a 1940

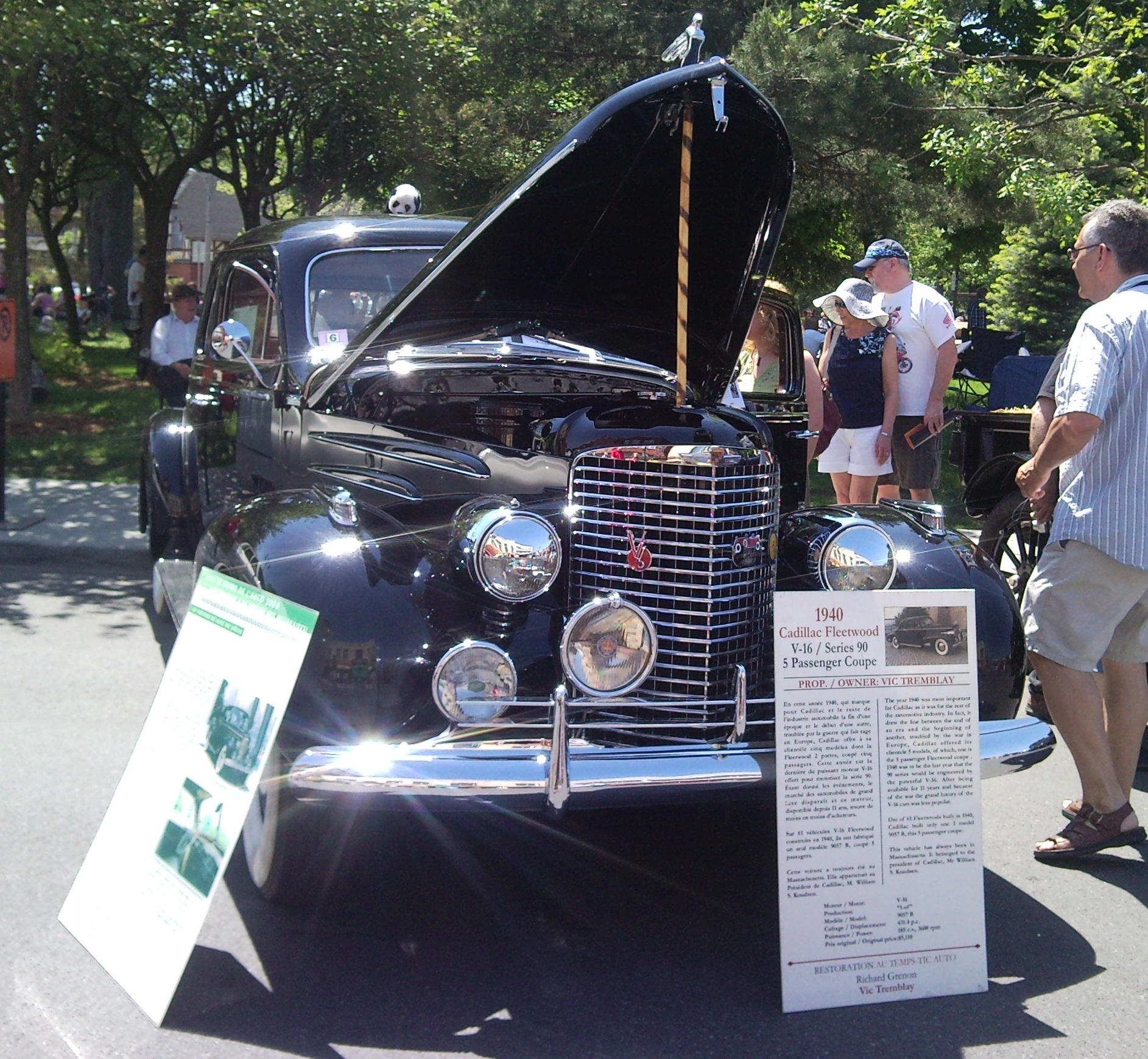
Cadillac Series 90 cupé de 1940

El V-16 "Serie 90" y el V-12 "Series 80 y 85" se fusionaron esencialmente para 1938 con la introducción del nuevo motor V-16 con culata en L. El motor, con una cilindrada de 431 plg³ (7,1 L) tenía un diseño de válvulas en el bloque (es decir, de culata plana) y presentaba un ángulo en V más amplio de 135°; carburadores, bombas de combustible, distribuidores y bombas de agua todos ellos gemelos; y un cigüeñal con nueve cojinetes principales (en comparación con los cinco cojinetes del antiguo V-16). Rendía los mismos 185 HP (138 kW) que las versiones posteriores del V-16 original, era casi inaudible al ralentí y funcionaba con una suavidad excepcional. La distancia entre ejes se redujo a 141 plg (3581 mm), pero la carrocería se mantuvo en 222 plg (5639 mm) de longitud total. Los "Sixteen" (como los llamaba Cadillac) eran básicamente coches de la serie 75 con el nuevo motor V-16, aunque se diferenciaban netamente de los coches V-8 y tenían varias otras diferencias de equipamiento. Los paneles de instrumentos eran idénticos y cambiaban anualmente con los coches V-8 desde 1938 hasta 1940. Solo los Sixteen del 38 tenían un botón de bocina con la inscripción "Sixteen" en caracteres art decó (los modelos 39 y 40, como el V-8, tenían el escudo de Cadillac en el pulsador). Se vendieron 315 unidades en el primer año y 138 en el siguiente. La producción de los modelos de 1940 terminó en diciembre de 1939. El modelo más caro documentado fue el Town Car 1940 Serie 90 de Fleetwood, con precio de 7.175 dólares (unos 157 163 $ en 2023 ), con una distancia entre ejes de 141 plg (3581 mm).

## En la actualidad
El Cadillac V-16 es reconocido hoy como uno de los mejores automóviles de la era anterior a la guerra por muchas autoridades. El Classic Car Club of America califica a todos los V-16 como "CCCA Full Classics", una calificación reservada solo para los mejores automóviles del período de 1925 a 1948. Su valor de mercado refleja este criterio; y ejemplares particularmente buenos de la producción de 1930 pueden cambiar de manos por más de 500.000 dólares a 2004. Como siempre, los descapotables son los más valorados y los coches anteriores más que los vehículos de 1938-1940. Un sedán de 1938 en buen estado puede venderse por unos 80.000 dólares.

## Prototipo
En 2003, Cadillac creó un prototipo llamado Sixteen, que utilizaba un motor V-16 de 13,6 litros que rendía 1000 HP (746 kW; 1014 CV). A pesar de que utilizaba el estilo de diseño actual "A&S" (Arte y Ciencia) que es el sello estilístico de Cadillac, compartía muchos pequeños detalles del V-16 clásico. El prototipo incluye el logotipo del volante tallado en cristal y un reloj Bulgari.